# Embajada de España en Indonesia
La Embajada de España en Indonesia es la máxima representación legal del Reino de España en la República de Indonesia. También está acreditada en Timor Oriental (2002), así como ante la Asociación de Naciones del Sudeste Asiático (ASEAN) que tiene su sede en Yakarta.

## Embajador
El actual embajador es Francisco de Asis Aguilera Aranda, quien fue nombrado por el gobierno de Pedro Sánchez el 6 de octubre de 2021.

## Misión diplomática
En 1967 se creó la embajada española en Yakarta con carácter no residente A partir de 1972 la embajada se convierte en residente. Además, España tiene representación a través de dos consulados honorarios en Bali (Indonesia) y en Dili (Timor Oriental).

## Historia
Indonesia declaró la independencia en 1945, pero no fue reconocida hasta 1949, tras una sangrienta guerra colonial contra la potencia colonizadora, los Países Bajos. Sin embargo, no fue hasta 1967 cuando España estableció una embajada no residente en el país, ya que los asuntos dependieron de la embajada española en Manila (Filipinas). Esta situación no se prolongó en exceso, pues en 1972 se nombró al primer embajador residente en Indonesia.

## Demarcación
En la actualidad la demarcación de la República de Indonesia abarca:
- República Democrática de Timor Oriental: tras los duros enfrentamientos contra el ejército y las milicias indonesias en 1999, como consecuencia del referéndum de independencia promovido por los partidos timoreses, la presencia de cascos azules de la ONU permitió a Timor Oriental declarar la independencia en 2002 y ser reconocido internacionalmente como un estado soberano. Ese mismo año, España, reconocía diplomáticamente a la antigua colonia portuguesa y nombraba al primer embajador acreditado en Dili, capital de Timor, con residencia en la capital indonesia.

En el pasado la embajada española en Yakarta estaba acreditada también en:
- República de Singapur: Singapur obtuvo su independencia en 1963 y se integró como un estado de la Federación Malaya hasta 1965, año en que abandonó la federación y se constituyó como un estado soberano e independiente. España estableció relaciones con Singapur en 1968, año en que se creó la embajada no residente en el país asiático, aunque dentro de la demarcación de la Embajada española en Bangkok. Desde 1991 hasta 2003 Singapur fue incluida dentro de la demarcación de la Embajada española en Yakarta, capital de Indonesia, hasta que el gobierno español creó la Embajada residente en esta ciudad-estado.